# Felc
Felc je priimek v Sloveniji, ki ga je po podatkih Statističnega urada Republike Slovenije na dan 1. januarja 2010 uporabljala 101 oseba in je med vsemi priimki po pogostosti uporabe uvrščen na 4.347. mesto.

## Znani nosilci priimka
- Albin Felc (*1941), hokejist
- Boštjan Felc (*1974), kolesar
- Jože Felc (1941—2010), zdravnik nevropsihiater, pesnik in pisatelj
- Sabina Felc (*1969), košarkarica
- Vlasta Felc, novinarka, publicistka